# Boltigen
Boltigen és un municipi del cantó de Berna (Suïssa), cap del districte d'Obersimmental.